# Джигинка
Джиги́нка (также Михаэльсфельд, нем. Michaelsfeld; Джигинское) — село (до 1893 года — хутор) в Краснодарском крае России, входит в состав муниципального образования город-курорт Анапа. Административный центр Джигинского сельского округа.

## Варианты названия
- Михаэльсфельд[4],
- Михаилсдорф (Михаилсфельд)[5],
- Джигинская[3],
- Джигинское[5][4][3].

## География
Село расположено в дельте реки Кубани на рукаве Кубанка (Якушкино гирло), на истоке реки Джига, в 25 км севернее центра Анапы, у развилки дорог в направлении на Крымскую и Анапу. Развиты виноградарство, животноводство, молочный завод.
Железнодорожная станция Джигинская, железнодорожный узел в соседнем селении Юровка (ответвление на Анапу). В посёлке есть школа № 19, в которой учатся до 700 учеников, а также  поликлиника, клуб, церковь, два детских сада. Рядом — селение Водоочистительное, где находятся водопроводные сооружения для снабжения Анапского региона.

## История
Вблизи от впадения реки Джиги в Старую Кубань располагался один из опорных пунктов Черноморской кордонной линии — «Джигинская батарейка». 
В 1855 году в ходе Кавказской кампании Крымской войны на переправе у Джигинской батареи была пресечена попытка прорыва на кубанское правобережье крупных сил черкесского князя Сефер-бея.
Лютеранская колония Михаилсдорф (Михаилсфельд) основана в 1868 году на собственной земле, на речушке Джига, в 130 км к западу от Екатеринодара. Основатели колонии были немцы из Бессарабской и Таврической губерний. Названа по имени бывшего землевладельца Михаила Бабича. Впоследствии стала именоваться хутором Джигинка.
В 1893 году населённый пункт переименован в село Джигинское. До 1917 года в административном отношении входил в состав Михаэльсфельдской (Джигинской) волости Таманского (Темрюкского) отдела Кубанской области.
По состоянию на 1926 год, Джигинское являлось административным центром Джигинского сельского совета Анапского района Черноморского округа Северо-Кавказского края; в селе насчитывалось 345 хозяйств, число жителей составляло 1439 человек (в том числе 1181 немец, 207 русских, 35 казаков); имелись мельница, маслобойня, сыроварня, винодельни.
В 1941 году немецкие жители были депортированы, включая Рейнгольда Коха — отца Альфреда Коха.
В 1942 году в ходе оккупации силами Вермахта, в селе был совершён ряд массовых убийств мирного населения.

## Население
| 1894  | 1897  | 1905  | 1911  | 1915 | 1918  | 1926  |
| ----- | ----- | ----- | ----- | ---- | ----- | ----- |
| 681   | ↗852  | ↘740  | ↗1402 | ↘990 | ↗1012 | ↗1439 |
| 2002  | 2010  | 2021  |       |      |       |       |
| ↗4027 | ↗4361 | ↗5516 |       |      |       |       |